# Index Seminum (Barcelona)
Index Seminum (Barcelona) (abreviado Index Sem. (Barcelona)) es una revista con descripciones botánicas  editada por el Jardín Botánico de Barcelona en Barcelona con el nombre de Index Seminum : quae Hortus Botanicus Barcinonensis pro mutua commutatione offert. 